# Zatezna kamata
Zatezna kamata je kamata koju duguje dužnik novčane obaveze ako se nađe u docnji. Duguje se zajedno sa glavnicom i obračunava se po stopi koja se u mjestu ispunjenja plaća na štedne uloge po viđenju. Povjerilac ima pravo na zateznu kamatu bez obzira na to da li je pretrpio kakvu štetu zbog dužnikove docnje. Ne može se obračunavati na dospjelu a neisplaćenu ugovornu ili zateznu kamatu, kao i na druga dospjela povremena novčana davanja izuzev kada je to zakonom određeno (anatocizam).

## Literatura
- Nikolić, Đorđe. Obligaciono pravo, Priručnik za polaganje pravosudnog ispita. Beograd: Projuriš. ISBN 978-86-86105-13-4.